# José Antonio Picasarri
José Antonio Picasarri Olozaga (* 13. Februar 1769 in Segura/Gipuzkoa; † 21. September 1843 in Buenos Aires) war ein argentinischer Geistlicher und Musiker.
Picasarri kam 1783 nach Buenos Aires und trat im Folgejahr in das von seinem Onkel Juan Bautista Goiburu geleitete Priesterseminar der Stadt ein. 1796 wurde er zum Priester geweiht. Seit 1793 war er Kantor an der Kathedrale von Buenos Aires, 1807 wurde er hier als Nachfolger von Mateo Caro Kapellmeister. 1817 gab er ein großes Orchesterkonzert in Buenos Aires. 
Als Lehrer seines Neffen Juan Pedro Esnaola steht er am Anfang einer eigenständigen argentinischen Musikkultur. Er verfasste auch den Text zu dessen Lied La Gloria de Buenos Aires. Wegen seiner oppositionellen Haltung gegen die argentinische Unabhängigkeitsbewegung musste er mit seinem Neffen 1818 das Land verlassen, konnte mit diesem aber 1822 zurückkehren. Im gleichen Jahr gründete er die Sociedad Filarmónica, mit der er Werke Komponisten in Argentinien bekannt machte.